# Tour de Mumbai
Die Tour de Mumbai I und die Tour de Mumbai II sind indische Straßenradrennen.
Das Rennen in der indischen Metropole wurde 2010 als Mumbai Cyclothon ausgetragen. Seit Februar 2011 finden stattdessen zwei Eintagesrennen in Mumbai namens Tour de Mumbai statt, wobei die Tour de Mumbai I auf einem Rundkurs in Nashik und die Tour de Mumbai II im Zentrum Mumbais ausgetragen wird. Die Rennen zählen jeweils zur UCI Asia Tour und sind dort in die Kategorie 1.1 eingestuft. 

## Sieger

### Mumbai Cyclothon
| Mumbai Cyclothon - 2010 Juan José Haedo |

### Tour de Mumbai I
| - 2011 Elia Viviani |

### Tour de Mumbai II
| - 2011 Robert Hunter |